# Imieniny – maj

## 1 maja
Jeremiasz, Berta, Briok, Jeremi, Józef, Aniela, Floryna, Lubomir, Jakub, Tamara, Maja

## 2 maja
Zoe, Borys, Zygmunta, Walter, Gwalbert, Walbert, Waldebert, Witomir, Atanazy, Walenty, Zygmunt, Anatol

## 3 maja
Juwenalis, Maria, Alodia, Antonina, Aleksander, Leonia, Tymoteusz, Piotr, Teodul

## 4 maja
Florian, Michał, Paulin, Monika, Grzegorz, January, Antonina, Gotard

## 5 maja
Pius, Teodor, Irena, Zdziebor, Penelopa, Waldemar, Sabrina

## 6 maja
Judyta, Ewodia, Teodor, Gościwit, Benedykta, Ewodiusz, Jurand, Jan, Jakub, Edbert, Miłodrog, Małgorzata, Domagniew, Placyd

## 7 maja
Benedykt, Florian, Gizela, August, Ludomiła, Domicela, Domicjan, Domicjana, Flawia, Róża, Sykstus, Piotr

## 8 maja
Heladiusz, Dezyderia, Amat, Michał, Stanisław, Ida, Achacjusz, Achacy

## 9 maja
Karolina, Hiob, Grzegorz, Mikołaj, Beat

## 10 maja
Gordian, Chociesław, Gordiana, Symeon, Chocsław, Antonin, Częstomir, Samuel, Wiktoryna, Jan, Sylwester, Sylwestra

## 11 maja
Benedykt, Filip, Mamerta, Adalbert, Leon, Gwalbert, Walbert, Waldebert, Stella, Franciszek, Mamert, Lutogniew, Ignacy, Zuzanna, Tadea, Tadeusz

## 12 maja
Wszemił, Dominik, Epifani, Nawoja, Domicjan, Domicjana, Joanna, Pankracy, Jazon, Jan, Domicela, Flawia, Janina, German

## 13 maja
Robert, Gerard, Serwacy, Aaron, Magdalena, Andrzej, Natalis, Gloria, Ciechosław, Gerarda, Dobiesława, Agnieszka, Gemma

## 14 maja
Jeremiasz, Koryna, Bonifacy, Maciej, Wiktor, Dobiesław, Ampeliusz, Fenenna, Izydor

## 15 maja
Strzeżysław, Robert, Cecyliusz, Atanazy, Zofia, Dionizja, Czcibora, Nadzieja, Izydor, Jan, Kasjusz, Florencjusz, Florenty, Piotr

## 16 maja
Germeriusz, Trzebiemysł, Fidol, Wiktoriana, Wiktorianna, Jan Nepomucen, Ubald, Wiktorian, Andrzej, Szymon, Honorat, Jędrzej, Jan, Rambert, Adam

## 17 maja
Weronika, Paschalis, Herakliusz, Sławomir, Bruno, Wiktor, Montan

## 18 maja
Feliks, Wenancjusz, Myślibor, Eryk, Liberiusz, Klaudia, Aleksander, Aleksandra, Teodot

## 19 maja
Celestyn, Potencjana, Potencjanna, Kryspin, Bernarda, Piotr, Iwo, Pękosław, Mikołaj, Augustyn, Pudencjana, Pudencjanna

## 20 maja
Teodor, Anastazy, Aleksander, Wiktoria, Asteriusz, Bernardyn, Saturnina, Iwo, Bronimir, Rymwid, Józefa

## 21 maja
Tymoteusz, Ryksa, Walenty, Wiktor, Przedsława, Jan, Pudens, Krzysztof, Piotr, Teobald

## 22 maja
Wisława, Emil, Helena, Ryta, Julia, Jan, Krzesisława, Wiesław, Wiesława

## 23 maja
Dezydery, Iwona, Symeon, Michał, Emilia, Dezyderiusz, Budziwoj, Eufrozyna, Jan

## 24 maja
Maria, Wincenty, Milena, Joanna, Zuzanna, Natan, Tomira, Orion, Jan, Cieszysława

## 25 maja
Magdalena, Beda, Leon, Imisława, Grzegorz, Urban, Leona, Wenerand

## 26 maja
Angelika, Filip, Adalwina, Alwina, Adalwin, Alwin, Emil, Ewelina, Paulina, Więcemił, Ariusz

## 27 maja
Lucjan, Magdalena, Oliwer, Radowit, Juliusz, Jan

## 28 maja
Heladiusz, Wilhelm, Emil, Priam, Wiktor, Ignacy, German, Augustyn, Jaromir

## 29 maja
Maksymina, Teodor, Bogusława, Maksymin, Ermentruda, Urszula, Rajmunda, Magdalena, Piotr

## 30 maja
Feliks, Ferdynand, Jan, Andronik, Sulimir, Suligniewa, Bazyli

## 31 maja
Feliks, Teodor, Petronela, Petronia, Kancjusz, Kancjan, Kancjanela, Noe, Kamila